# Анновка (Оратовский район)
Анновка (укр. Ганнівка) — село на Украине, находится в Оратовском районе Винницкой области.
Код КОАТУУ — 0523186902. Население по переписи 2001 года составляет 15 человек. Почтовый индекс — 22612. Телефонный код — 4330.
Занимает площадь 0,56 км².

## Адрес местного совета
22612, Винницкая область, Оратовский р-н, с. Чернявка, ул. Первомайская